# Grupo por la Europa de las Democracias y de las Diferencias
El Grupo por la Europa de las Democracias y de las Diferencias fue un grupo político euroescéptico en el Parlamento Europeo entre 1999 y 2004 proveniente del Grupo de Independientes por la Europa de las Naciones. Tras las elecciones de 2004, habida cuenta de la ampliación de la Unión Europea, el grupo se transformó en el nuevo Grupo Independencia/Democracia (IND/DEM).

## Miembros
1. Movimiento de Junio ( Dinamarca)
2. Movimiento Popular Contra la UE ( Dinamarca)
3. Caza, Pesca, Naturaleza, Tradiciones ( Francia)
4. Combates Soberanistas ( Francia)
5. ChristenUnie-SGP ( Países Bajos)
6. Partido de la Independencia del Reino Unido ( Reino Unido)
7. Liga de las Familias Polacas ( Polonia)